# 双極性障害を患った人物の一覧
双極性障害を患った人物の一覧（そうきょくせいしょうがい を わずらった じんぶつ の いちらん）は、双極性障害と診断されたと公表している、あるいは専門家によって患っていた可能性があると考えられている人物の一覧である。

## 18世紀以前生まれ
- 1305年8月18日（嘉元3年） - 足利尊氏[1] ： 武将、御家人。※罹患の有無について様々な見解が存在する。
- 1642年12月25日(ユリウス暦)、1643年1月4日(グレゴリオ暦) - アイザック・ニュートン[2][3] ： 自然哲学者、数学者、物理学者。※精神科医の福島章は統合失調症説を展開している。
- 1735年10月19日(ユリウス暦)、10月30日(グレゴリオ暦) - ジョン・アダムズ[4] ： 政治家、弁護士、外交官、作家。(アメリカ合衆国建国の父、初代アメリカ合衆国副大統領、第2代大統領)
- 1749年8月28日 - ヨハン・ヴォルフガング・フォン・ゲーテ[5][6] ： 作家（詩人等）、自然科学者、政治家、法律家。※クレッチマーやメビウス（英語版）が、双極性障害であったと考えている。
- 1770年12月16日頃 - ルートヴィヒ・ヴァン・ベートーヴェン[7] ： 作曲家。

## 19世紀生まれ
- 1809年2月12日 - エイブラハム・リンカーン[8] ： 弁護士、政治家。(第16代アメリカ合衆国大統領)
- 1810年6月8日 - ロベルト・シューマン[9] ： 作曲家。
- 1815年12月10日 - エイダ・ラブレス[10] ： 貴族・数学者（世界初のコンピュータープログラマー）。
- 1850年代 - ヨーロッパにおいて、双極性障害の概念が確立。
- 1853年3月30日 - フィンセント・ファン・ゴッホ[11] ： 画家。※ただし、専門家の間でも見解が分かれており、フランスのミンコフスカはてんかん説、ドイツのカール・ヤスパースは統合失調症説を説いている。
- 1858年10月27日 - セオドア・ルーズベルト[4] ： 政治家、軍人、作家。(第26代アメリカ合衆国大統領)
- 慶応3年1月5日（西暦換算：1867年2月9日） - 夏目漱石[11] ： 小説家、評論家、英文学者。※一般的には神経衰弱とされていて、他に統合失調症など諸説がある。
- 1874年11月30日 - ウィンストン・チャーチル ： 政治家、軍人、作家。
- 1882年1月25日 - ヴァージニア・ウルフ[12] ： 小説家、評論家。
- 1894年4月17日 - ニキータ・フルシチョフ[13] ： 政治家。
- 1896年（明治29年）8月27日 - 宮沢賢治 ： 作家。
- 1899年7月21日 - アーネスト・ヘミングウェイ ： 作家。

## 20世紀前期の生まれ
- 1901年（明治34年）4月19日 - 岡潔 ： 数学者。
- 1909年（明治42年）6月19日 - 太宰治 ： 小説家。
- 1913年11月5日 - ヴィヴィアン・リー[14] ： 女優。※1940年から1960年まで続いたローレンス・オリヴィエとの結婚生活中に発症し、悪化していったという。
- 1927年（昭和2年）5月1日 - 北杜夫[15] ： 作家、医学者、医師（精神科医）。※壮年期に発症。
- 1929年（昭和4年）6月27日 - 谷沢永一 ： 書誌学者。
- 1933年11月3日 - ジェレミー・ブレット[16] ： 俳優。
- 1935年（昭和10年）8月25日 - 田宮二郎[17] ： 俳優、司会者。1977年（昭和52年）3月、精神科医・斎藤茂太が診断を下したが、本人は認めようとしなかった。1978年（昭和53年）12月28日、自宅にて猟銃で自殺した。
- 1936年11月30日 - アビー・ホフマン[18] ： 政治活動家（ベトナム反戦運動と1960年代のカウンターカルチャーの象徴とみなされている）。
- 1938年11月19日 - テッド・ターナー[19] ： メディア業界人、実業家（CNN創業者）。
- 1939年4月7日 - フランシス・フォード・コッポラ：映画監督、映画プロデューサー、脚本家、実業家(ゴッドファーザー、地獄の黙示録などの監督)。
- 1942年3月2日 - ルー・リード[20] ： ミュージシャン（ヴェルヴェット・アンダーグラウンドの ボーカル、作詞、作曲担当）。
- 1942年6月20日 - ブライアン・ウィルソン[21] ： ミュージシャン（ザ・ビーチ・ボーイズの作曲、ボーカル担当、ほか）。
- 1943年1月29日 - ちばあきお ： 漫画家。

## 20世紀後期の生まれ
- 1952年（昭和27年）4月3日 - 中島らも[22] ： 作家、広告プランナー、ラジオパーソナリティ、ミュージシャン。
- 1956年9月26日 - リンダ・ハミルトン[23] ： 女優。※2005年、テレビ出演した際に公表した。
- 1956年10月21日 - キャリー・フィッシャー ： 女優、映画脚本家。(スターウォーズシリーズのレイア姫役)
- 1957年8月24日 - スティーヴン・フライ ： 俳優、司会者、コメディアン、作家、映画監督、ジャーナリスト。※軽度の罹患（2006年時点）。
- 1960年10月18日 - ジャン＝クロード・ヴァン・ダム[24] ： 俳優、格闘家。※1998年に診断された。
- 1961年（昭和36年）1月17日 - 泰葉 ：シンガーソングライター、タレント、プロデューサー。
- 1962年2月6日 - アクセル・ローズ ： ミュージシャン（ガンズ・アンド・ローゼズのボーカル担当、ほか）、シンガーソングライター。
- 1965年4月4日 - ロバート・ダウニー・ジュニア[25] ： 俳優
- 1966年（昭和41年）11月22日 - 絲山秋子[26] ： 小説家。
- 1967年2月20日 - カート・コバーン[27] ： ミュージシャン（ニルヴァーナのボーカルおよびギター担当、ほか）、シンガーソングライター。※罹患は少年時代から。
- 1967年8月15日 - 立花孝志[28] ： 政治家、YouTuber。
- 1969年9月25日 - キャサリン・ゼタ＝ジョーンズ[29] ： 女優。※2011年に診断された。
- 1969年（昭和44年）10月26日 - 諏訪哲史 ： 小説家、批評家、随筆家。重度の双極性障害だった実父が2006年に逝去したと同時期、父から引き継ぐように発症[30]。※2017年の新刊JPインタビュー（『岩塩の女王』）でもこの病の失語的な症状について話している[31]。
- 1970年3月27日 - マライア・キャリー ： シンガーソングライター、音楽プロデューサー、女優。※2018年の雑誌インタビューで、長年に亘る闘病生活や認めたくない日々のあったことなどを告白している（詳しくは当該記事を参照）。
- 1977年6月8日 - カニエ・ウェスト ： ラッパー、音楽プロデューサー。
- 1978年（昭和53年）4月13日 - 坂口恭平[32] ： 建築家、作家、アーティスト。※罹患者であることを積極的に公表し、自殺者ゼロを目指す活動に尽力する。
- 1980年6月7日 - 田村昭太[33]：ミュージシャン（blgtzのボーカルおよびギター担当）。双極性障害である事を診断の上、公表。
- 1980年7月18日 - 広末涼子 : 女優。
- 1983年9月14日 - エイミー・ワインハウス[34] ： ミュージシャン。
- 1985年（昭和60年）6月16日 - の子： ミュージシャン（神聖かまってちゃんのボーカルおよびギター担当）。
- 1986年（昭和61年）1月23日 - Gero： 歌い手
- 1992年7月22日 - セレーナ・ゴメス： 女優、歌手､ユニセフ親善大使。
- 1992年8月20日 - デミ・ロヴァート ： 女優、歌手。
- 1993年1月23日 - 松永真穂：元声優、元ディスクジョッキー。引退後の2022年に公表[35]。
- 1996年6月13日 - こっちのけんと[36] ： マルチクリエイター、シンガーソングライター。
- 1996年9月19日 - 兒玉遥：女優[37]
- 1998年1月23日 - XXXテンタシオン[38]： ラッパー、歌手、ソングライター、音楽プロデューサー。
- 1998年（平成10年）6月1日 - 長谷川芹奈[39] : 歌手(Little Glee Monsterの元メンバー)。2020年体調不良にて休養発表ののち双極性障害とADHDの併発を告白。2021年6月より随時活動再開。
- 1999年7月 - 五彩緋夏[40] : YouTuber。

## 生年不詳
- 生年非公開 - 大山結子 ： 現代美術家。※活動歴は2004年（平成16年）より。